# Château Lynch-Bages
 (septembre 2022).
Le château Lynch-Bages, est un domaine viticole de 110 hectares situé à Pauillac en Gironde. Situé en AOC pauillac, il est classé cinquième grand cru dans la classification officielle des vins de Bordeaux de 1855.

## Histoire du domaine

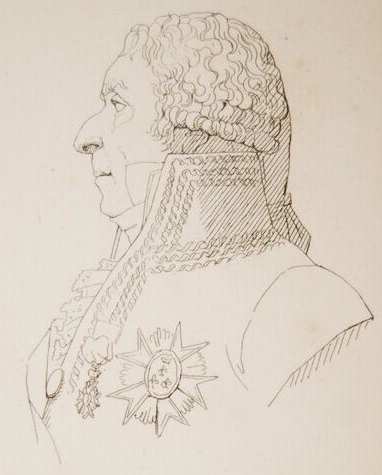
Jean-Baptiste Lynch.

En 1691, John Lynch, membre de l'Ordre des Oies sauvages (The wild geese) et originaire de Galway, quitte l'Irlande pour le Médoc. La désignation Les Oies Sauvages  fut attribuée aux Irlandais qui servirent plusieurs armées de pays d’Europe pendant le XVIIe siècle et plus particulièrement le XVIIIe siècle. En Irlande, les guerres de Guillaume III d'Angleterre prirent fin, en octobre 1691, avec la défaite d'Aughrim. Grâce aux termes du traité de Limerick, les officiers jacobites ne souhaitant pas servir sous les ordres de Guillaume, furent libres d’aller en France.
Arrivé en France, John Lynch se tourna vers le commerce. Son fils Thomas hérite en 1749 d'un domaine viticole venant de sa femme Élisabeth Drouillard, fille du trésorier de France Pierre Drouillard. Le château Lynch est né. Pendant trois-quarts de siècle, le domaine fut la propriété de la famille Lynch. Au XVIIIe siècle, le comte Jean-Baptiste Lynch (né en 1749 au château Dauzac), maire de Bordeaux, royaliste et plus tard bonapartiste, hérite du domaine en 1779 lors de son mariage et en confie la gestion à son frère le chevalier Michel Lynch, maire de Pauillac et député pendant la Révolution française. À la mort de Jean-Baptiste, le domaine Lynch est partagé en deux : le château Lynch-Bages et le château Lynch-Moussas. Le château Lynch-Bages deviendra par héritage de la famille Cayrou un domaine appartenant au Général Félix de Vial jusqu'en 1934.
Depuis 1939, il est la propriété de la famille Cazes. Il est actuellement possédé par Jean-Michel Cazes, propriétaire du château Les Ormes de Pez, et géré par son fils, Jean-Charles Cazes.
La cuverie est rénovée entre 2018 et 2022,.

## Vignoble

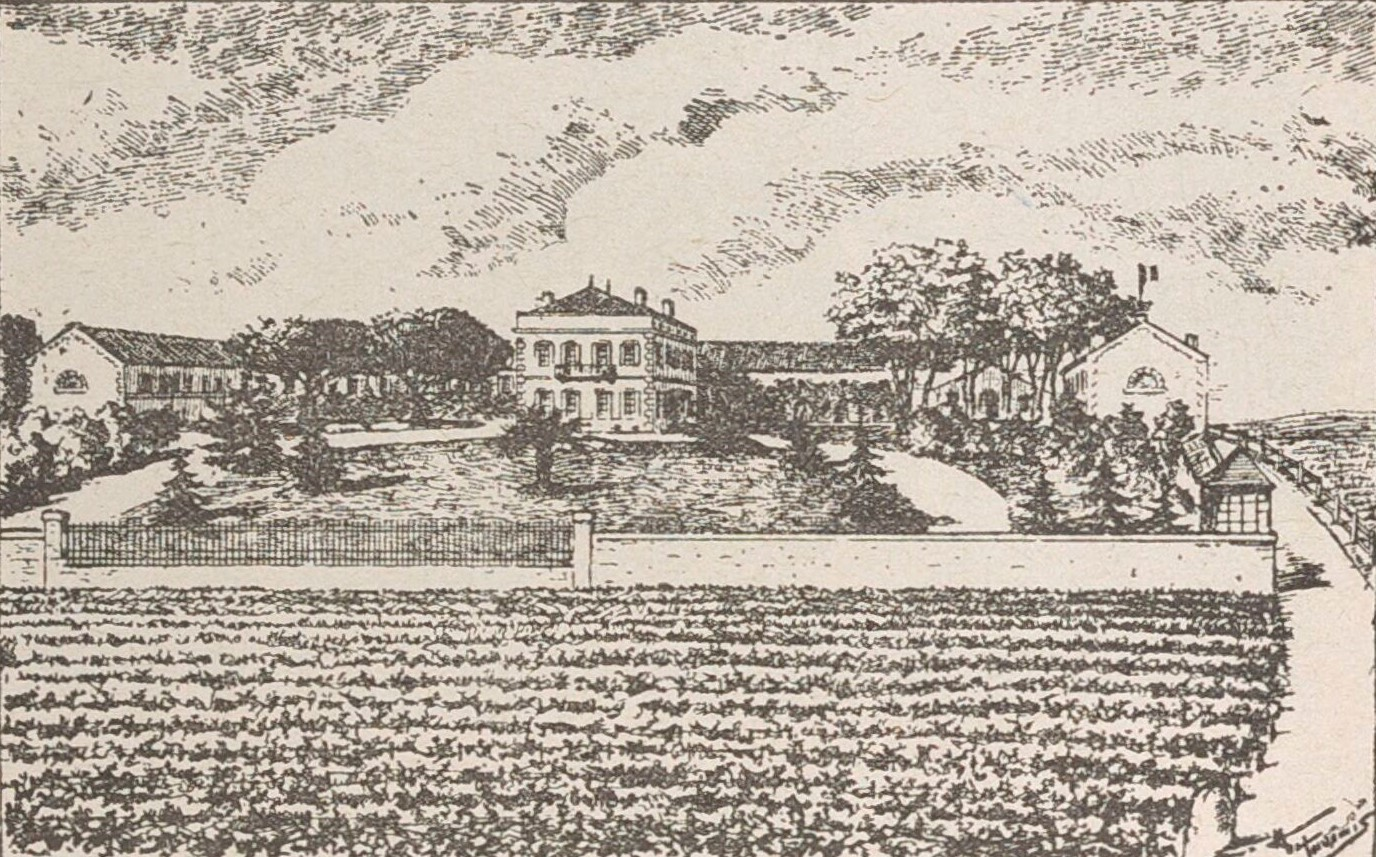
Illustration du Château Lynch Bages en 1949.

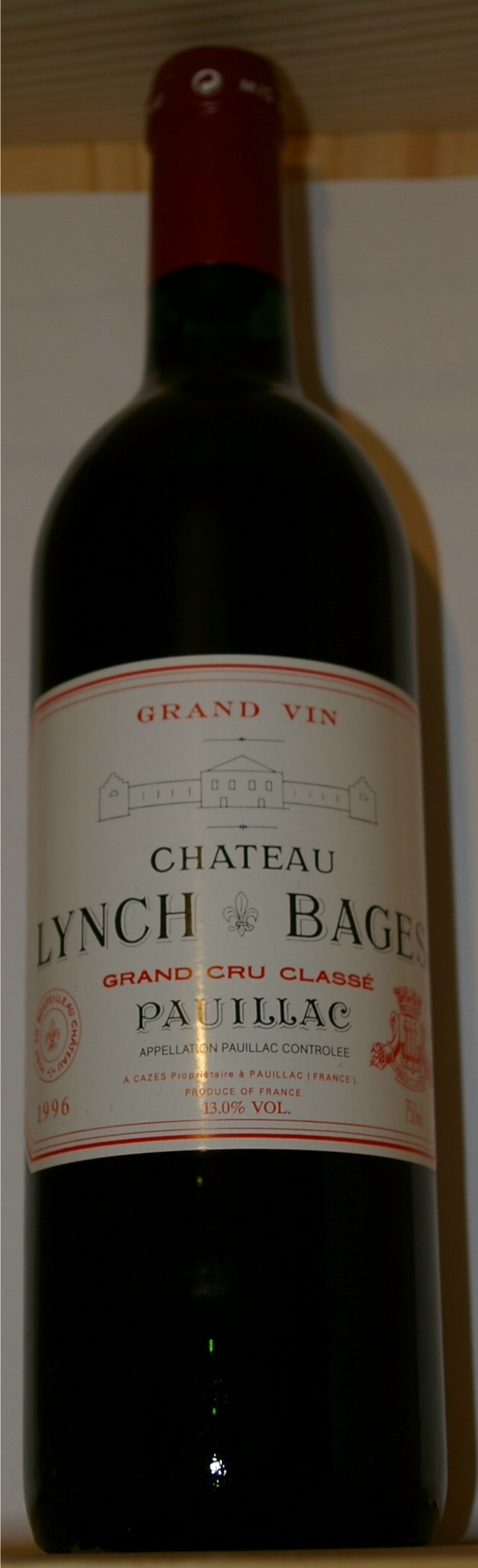
Château Lynch-Bages 1996.

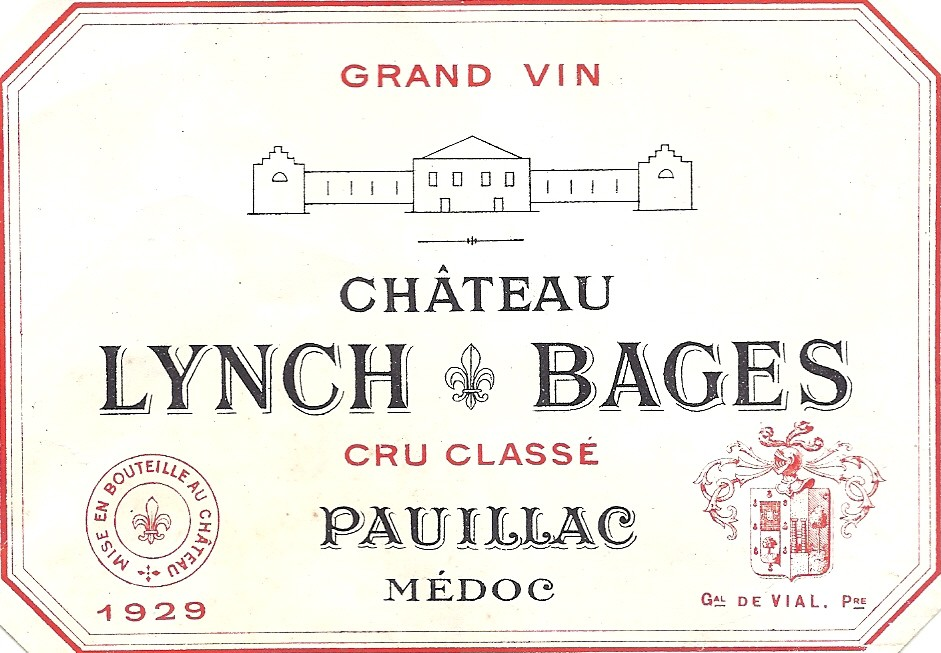
Château Lynch-Bages, étiquette de 1929.

Les 110 hectares de vignes du château s'enracinent dans des croupes graveleuses günziennes sur un sous-sol de marnes et d'alios. L'encépagement du premier vin du domaine est constitué de 73 % de cabernet sauvignon, 15 % de merlot, 10 % de cabernet franc et 2 % de petit verdot.
Le domaine produit un second vin rouge dénommé « Écho » de Lynch-Bages. Une parcelle de 7 hectares est plantée de cépages blancs à savoir 40 % de sémillon, 40 % de sauvignon blanc et 20 % de muscadelle. Le vin blanc est commercialisé sous le nom de « Blanc de Lynch-Bages ».

## Vins
Après une fermentation malolactique en cuve en inox, le vin est élevé durant 12 à 15 mois dans les barriques en chêne, partiellement neuves (50 à 60 % selon l'année).
En dépit du classement obtenu en 1855, « 5e », la qualité du Château Lynch-Bages ne cessa de s'améliorer. Certes, la caractéristique du sol est un peu différente. Mais son vignoble situé entre le terrain du Château Mouton Rothschild et celui du Château Latour, le climat reste identique aux grands vins Rothschild. D'où, le surnom de ce château qui devint « (Mouton) Rothschild des pauvres », en raison de son excellent rapport qualité-prix.